# Eleazar Machabeusz
Eleazar zwany Auaran (hebr. אלעזר המכבי,  zm. 164 p.n.e. pod Bet-Zacharia) – czwarty z pięciu synów Matatiasza, brat Judy Machabeusza. Wraz z ojcem i braćmi brał udział w antysyryjskim powstaniu.
Skąpe informacje o Eleazarze znajdują się w 1 Księdze Machabejskiej. Był synem Matatiasza Hasmoneusza. Poległ w bitwie pod Bet-Zacharia, przygnieciony przez zabitego przez siebie słonia.